# Чадаксай
Чадаксай (Чадак, Чаадаксай, узб. Chodaksoy) —  річка в Папському районі Наманганської області Узбекистану, ліва притока Сирдар'ї. Формується в північно-західній частині Ферганської долини, на південно-західному схилі Курамінського хребта. На всьому протязі водотік зберігає південний напрямок течії. На її берегах розташовані селища  Алтинкан та Чадак, а неподалік від селища Пунган річка перетинає Північний Ферганський канал. Вздовж русла Чадаксаю прокладено автотрасу міжнародного значення Ташкент — Андижан — Ош — Кашгар (А-373). Води річки не досягають Сирдар'ї, оскільки значна їх частина використовується для зрошення і втрачається у великих конусах виносу.
У минулому річка Різаксай (Резаксай) була правою притокою Чадаксаю, зливаючись із ним нижче однойменного селища на висоті приблизно 840 метрів. Однак нині її води, як і води приток Саваксай та Кудуксай, не досягають Чадаксаю.
Живлення річки — сніго-льодовикове. Води Чадаксаю активно використовуються для зрошення сільськогосподарських угідь. Середні витрати води у вегетаційний період у пункті Джулайсай становлять 6,4 м³/с, мінімальні — 2,3 м³/с, а максимальні можуть досягати 18,9 м³/с.
Басейн річки Чадак належить до лавинонебезпечних зон.